# Anisoplia hebes
Anisoplia hebes är en skalbaggsart som beskrevs av Edmund Reitter 1903. Anisoplia hebes ingår i släktet Anisoplia och familjen Rutelidae. Inga underarter finns listade i Catalogue of Life.